# Émotions au haut Moyen Âge
 (décembre 2012).
 (décembre 2012).
- Si vous ne connaissez pas le sujet, laissez ce bandeau (vous pouvez alors contacter les auteurs).
- Si vous supprimez le contenu mis en cause (vous pouvez préalablement contacter les auteurs),

argumentez précisément cette suppression dans la page de discussion
(un manque de référence n'est pas un argument ; une recherche réelle de référence doit avoir été effectuée, être formellement documentée).
L’histoire des émotions est un thème nouveau qui dépasse la question des sentiments parce qu’elle se place sur le terrain de l'histoire sociale. Elle permet de sortir des cadres traditionnels (politiques, économiques, sociaux, religieux) de l’analyse historique et de rechercher les rapports affectifs qui sous-tendent les liens sociaux. Parmi tous les affects et toutes les émotions, l’amour/amitié et la haine sont essentielles au Moyen Âge car elles déterminent le comportement des individus, l’action des groupes, les rapports entre les sexes, les relations au sein de la famille, entre les réseaux politiques, les communautés religieuses, économiques.

## Historiographie
Dans un article paru en 1941, Lucien Febvre invitait ses contemporains à « reconstituer la vie affective d’autrefois ». Pourtant il semble que jusqu'à une période récente, les phénomènes affectifs ont été maintenus en marge du champ historique pour la période du haut Moyen Âge.
À l'image de Johan Huizinga (L’automne du Moyen Âge), l'historiographie occidentale a eu tendance à représenter le Moyen Âge  comme « l’enfance des émotions ». Cette vision a été systématisée par Norbert Elias dans son ouvrage Sur le processus de civilisation (1939), dans lequel le sociologue allemand décrit l'histoire européenne comme suivant un « processus de civilisation », une marche vers le progrès fondée sur une intériorisation croissante de ce qui est de l'ordre de l’impulsion et des émotions. Elias considère le Moyen Âge comme une société sauvage où les passions sont exacerbées. Cette approche, qui fait de l'intériorisation des émotions un vecteur de civilisation, a dominé l’historiographie jusqu'aux années 1980. Du fait de cette acception, l’émotion est réduite à une expression figée qui, précédant chez l’homme l’état de culture, constitue une matière ahistorique.
L'appel de Lucien Febvre reçut un écho tardif chez les historiens du haut Moyen Âge. Dans les années 1980, l’historien allemand Gerd Althoff étudie la fonction sociale des émotions, qu’il replace dans un système de communication. Selon lui, les émotions ont une fonction sociale ; elles doivent donc être publiques et exagérées. Ainsi, le roi s'il est triste ne doit pas se réfugier dans sa chambre, mais doit l'exprimer de manière exagérée face à sa cour. Althoff soutient qu'aucune émotion n'est spontanée au Haut Moyen Âge. Sa théorie suppose donc que tout est stratégique, qu'on ne peut pas accéder aux émotions. On ne peut donc pas interroger l'émotion comme nature, mais comme la forme des règles d'une culture politique.
Le chantier de l'histoire des émotions au Moyen Âge a été repris par l'historienne américaine Barbara H. Rosenwein. Elle réfute l’idée d’un processus de civilisation : elle démontre que les gens savaient déjà au Ve siècle contrôler leurs émotions et savaient les utiliser au bon moment. Elle abandonne l'idée de travailler sur une unique émotion et propose de travailler sur les communautés émotionnelles. Une communauté émotionnelle est un groupe qui partage la même norme de comportement affectif et dans lequel chacun sait reconnaître une émotion et sa signification, et s'y adapte. Les hommes du haut Moyen Âge expriment leurs émotions en fonction de la « communauté émotionnelle » à laquelle ils appartiennent.

## Le discours sur l’émotion
Il est difficile de déceler des émotions dans les sources, car très peu sont à la première personne et expriment des émotions sincères. On trouve quelques autobiographies, souvent tardives (Guibert de Nogent, début XIIe) ainsi que des correspondances. Les lettres d’amitiés sont courantes et permettent de témoigner d’un sentiment qui unit les deux personnes, mais ces écrits ne sont pas tous d’ordre privé. Par ailleurs, les auteurs expriment surtout un point de vue masculin, ecclésiastique et aristocratique. Pour ces raisons, il n’est pas toujours permis à l’historien d’accéder au « moi » de l’individu ou à ses émotions personnelles.
Une autre difficulté réside dans la définition même des émotions. Il faut distinguer les émotions passagères (peur, honte) des émotions durables (comme l’amour, la haine), distinguer les émotions (comme la honte) de leur expression (le rougissement). Le problème est également sémantique, le même mot pouvant prendre plusieurs sens. Par exemple, le terme amor peut s’appliquer à une relation charnelle ou amicale. 
Pendant le haut Moyen Âge, les émotions se sont christianisées par trois vecteurs : la Bible, le théologie d'Augustin d'Hippone et l'instauration du dogme du péché originel. La Bible décrit de nombreuses histoires favorisant l'idée d'émotion : le Père compatissant, le Fils éprouvant amour et souffrance. Saint Augustin, dans sa théologie, en accord avec les théologiens de son temps, préfère la notion d' affectus (ému, voir aussi Affect) à la notion de passio (passion) ; l'affectus, selon lui, décrit mieux l'ensemble des sentiments humains. Enfin, le dogme du pêché originel, donnant le moyen de distinguer le bien du mal par la volonté charnelle et par la honte, permet de dépasser l'opposition entre passio (passion) et ratio (rationalité) des philosophes antiques et permet une âme rationnelle dans ses affects.

## Les cadres d’expression des émotions
Dans la société médiévale, les émotions et leur expression sont constitutives de groupes que Barbara Rosenwein définit comme étant des communautés émotionnelles.
La famille est le premier lieu dans lequel un individu ressent des émotions et les exprime. L'individu y retrouve la bienveillance, la fraternité, l'entraide, l'amour filial et conjugal. Cependant la sphère familiale n'est pas exempte d'émotions négatives : les conflits d'héritages comme les mariages peuvent engendrer la haine. Les émotions positives ne se limitent pas aux liens du sang : ils s’étendent aux liens créés par l’alliance et par la parenté spirituelle (parrains et marraines), qui élargit le cercle familial par le baptême[réf. nécessaire].
La société médiévale est une société guerrière. C'est pourquoi les hommes s'unissent, autour de leurs parents et amis, pour défendre leurs intérêts communs. Ils peuvent être témoins, dans le cadre d'un jugement ou du mariage, défenseurs et cojureurs, soutiens dans le cadre d'une faide. Au cours du banquet, par exemple, se recréent ou se confirment  un ordre social, des amitiés ou des inimitiés[réf. nécessaire].
Enfin, les membres des communautés ecclésiastiques sont unis par un sentiment commun qui transcende toutes les autres émotions : la caritas lie les clercs entre eux, et l'ensemble de la communauté chrétienne[réf. nécessaire]. 

## Émotions et culture politique
Les rituels d’amitié sont empreints d’une mise en scène émotionnelle. Un pacte d’alliance ou de vassalité lie les protagonistes par l’amour mutuel, que transcende le rituel du baiser. Gerd Althoff décrit ces rituels d’amour et d’amitié comme des mises en scène politiques, par lesquels la communication passe par les émotions mais qui ne peuvent être considérées comme des actes sincères. La haine est aussi mise en scène. Lors de défis verbaux, de banquets, ou même d’attaques physiques, l’expression émotionnelle reste très codifiée. Une haine doit ainsi être motivée et exprimée de façon à faire comprendre à l’interlocuteur et aux spectateurs sa signification et ses raisons. La mise en scène des émotions est ainsi vue comme une performance de la part de différents acteurs[réf. nécessaire].
Quoi qu’il en soit, ces émotions créent du lien social, mais tous les liens sociaux ne sont pas le produit des émotions. Ainsi, le mariage résulte plus de stratégies politiques que de liens affectifs partagés. Au Haut Moyen Âge, les émotions exprimées par les rois dans le cadre d’exercice de leur pouvoir sont guidées par la matrice chrétienne. La colère royale symbolise ainsi l'accomplissement de la volonté divine. Sous les Mérovingiens, l'autorité royale repose exclusivement sur la crainte que le roi suscite chez ses sujets. À partir des Carolingiens, on constate une évolution : la crainte est toujours présente, mais s'y ajoute l'amour, amour du roi envers ses sujets et amour des sujets envers leur roi. Cet amour s’exprime par exemple à travers la grâce royale, véritable preuve de miséricorde qui identifie le roi au Christ[réf. nécessaire].
L’Église impose elle aussi sa domination par les émotions qu’elle suscite. La crainte de la colère divine est tout aussi importante que l'amour de Dieu. Cette crainte pousse les fidèles à demander pardon, à se repentir afin d'assurer le salut de leur âme. Durant la réforme grégorienne, l’Église impose un contrôle plus étroit encore de la population, en mobilisant les émotions comme la culpabilité et la peur du péché[réf. nécessaire].